# Salon international de l'art contemporain

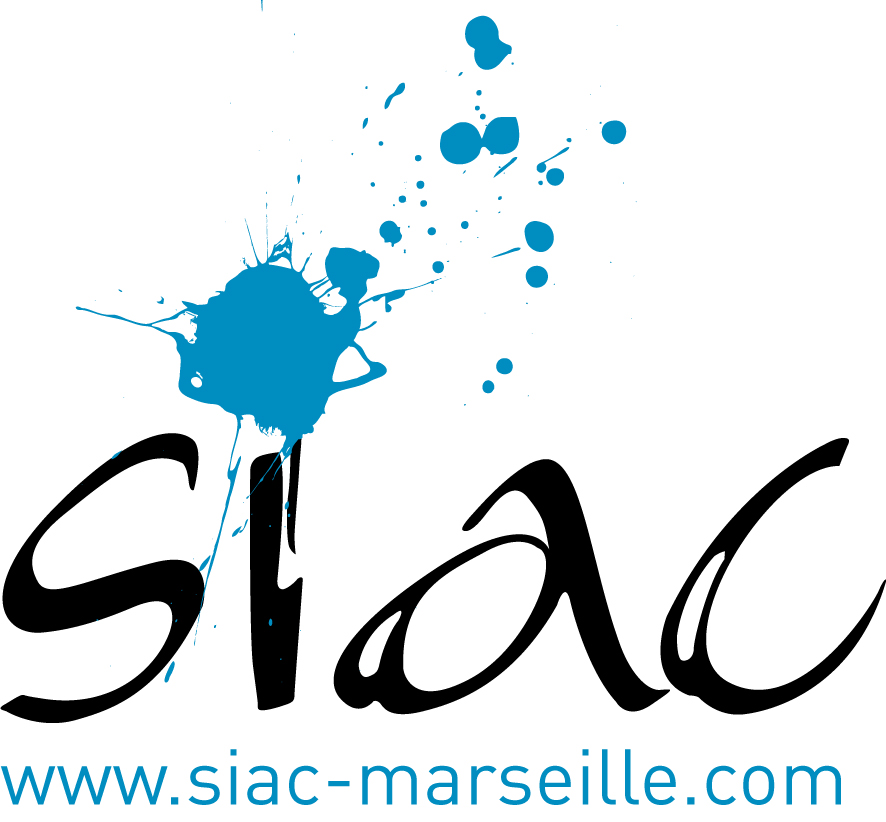
Logo du salon.

Le Salon international de l’art contemporain, ou Siac, est une manifestation culturelle française qui, pendant quatre jours, à Marseille, met en contact direct les artistes professionnels avec un public qui va de l'amateur d'art au collectionneur averti, des corps de métiers tels que les décorateurs, éditeurs ou architectes d'intérieur, aux institutions.
Cette manifestation à but artistique et commercial, plus contemporaine que conceptuelle, a été créé en 2000 à Marseille. De fréquence annuelle, elle ouvre ses portes chaque mois de mars.

## Historique

### La genèse
Jusqu'en 2000, aucun salon d'importance n'était consacré à l'art dans la région marseillaise[réf. nécessaire]. Au cours de discussions avec des artistes de la région PACA, Eve Genre, directrice de la galerie Phocéa s'émeut de l'obligation pour ceux-ci d'avoir à se déplacer à Paris, voire à l'étranger, pour faire connaître leurs œuvres. Il lui vient alors l'idée de créer un salon suffisamment important pour présenter dans le Sud de la France une tribune de la richesse de la création. Au cours des années qui suivirent, le Siac devint un acteur reconnu du marché de l'art contemporain en France, se présente désormais comme l'une des références des ventes d'art, et a trouvé sa propre identité.
Nouveauté:  en plus du salon de Marseille, le SIAC s’est implanté pour la première fois dans la ville d’Avignon, du 13 au 15 octobre 2023 au Parc des Expositions. Le deuxième SIAC à Avignon a eu lieu du 4 au 6 octobre 2024.

### La première édition
La première édition du Salon international de l'art contemporain devenu SIAC (sigle déposé à l'Institut national de la propriété industrielle), a ouvert ses portes au palais des congrès du Parc Chanot en mars 2000. En 2002 il investit le hall 1 nouvellement ouvert du parc, avec 3 300 m2 d'exposition.[réf. nécessaire]

## Fonctionnement

### Fréquence
Le Parc Chanot accueille tous les ans au mois de mars dans le Hall1 (renommé « Palais des Événements ») une nouvelle édition du Siac. En cela, 2012 fait exception, accueillant le Siac dans le « Palais de l’Europe ».
La manifestation, ouverte du vendredi au lundi, présente pendant quatre jours œuvres et artistes.[réf. nécessaire]

### Direction

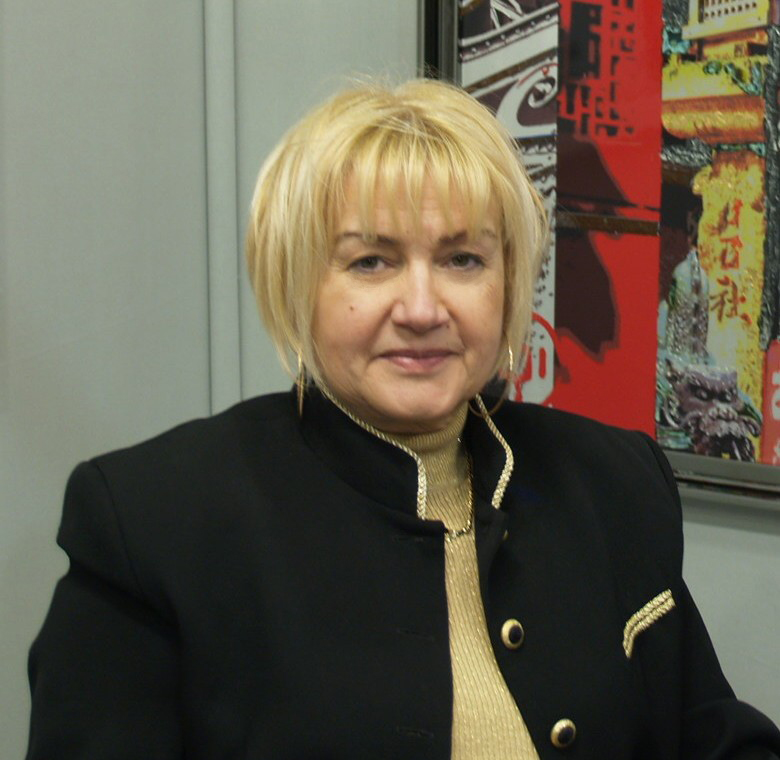
Eve Genre.

La direction du Siac est une fonction occupée par la commissaire d'exposition Eve Genre depuis sa création en 2000.

### Statut-Financement
L’association loi 1901, galerie Phocéa, assure la gestion financière. Les recettes découlent de la location des stands (au mètre carré) et des entrées. En échange, elle installe et propose les stands clés en main (moquette, tissu sur les murs, éclairage…), gère la location du hall à la SAFIM, le montage de l’exposition (stands, moquettes, électricité, etc.) et s’occupe de la communication.[réf. nécessaire]
La recherche de partenariat est la base de l'action de la Commissaire d'exposition. La reconnaissance du salon a amené des organismes tels que la Maison des artistes ou à l'un des plus gros marchand de vente en ligne de matériel pour Beaux-Arts à devenir partenaire de l'évènement.
Au fil des années, ce sont les partenaires qui se sont présentés d'eux-mêmes. Les artistes, quant à eux, peuvent bénéficier du sponsoring d'entreprise.

### Sélection
Un comité de sélection composé d'acteurs professionnels du milieu des arts de divers horizons et de sensibilités multiples, s'applique à définir un cadre à la sélection, basé sur la qualité des œuvres, leur originalité, la créativité et l'éclectisme. Chaque salon a son lot de sélectionnés, le comité n'ayant aucune obligation de renouveler une sélection d'une année sur l'autre. En effet les critères peuvent évoluer, pour assurer un bon renouvellement et un bon niveau de qualité au salon.[réf. nécessaire]

### Nombre d'artistes
Le salon accueille, en moyenne, 160 artistes par édition[réf. nécessaire]

### Les dates

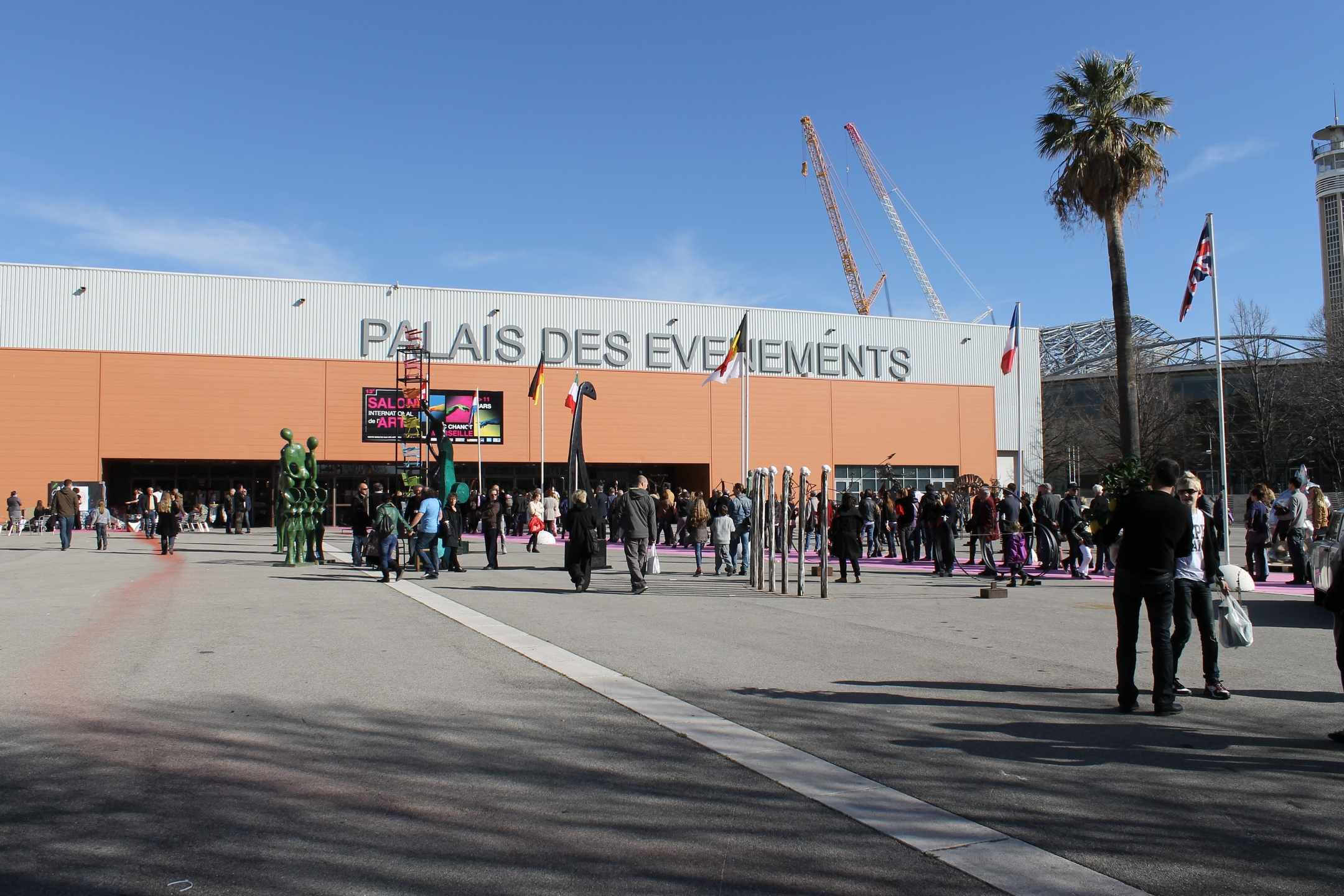
Entrée du salon.

Les dates des cinq dernières éditions programmées du SIAC Marseille :
- 2022 : du 11 au 14 mars

- 2023 : du 10 au 13 mars
- 2024 : du 15 au 18 mars
- 2025 : du 14 au 17 mars
- 2026 : du 20 au 23 mars

## Exposants

### Les artistes
Seuls les artistes professionnels sont autorisés à exposer. Ils doivent justifier d'un numéro de Système d'identification du répertoire des établissements et d'une inscription à la Maison des artistes à Paris, ou d'un enregistrement au Répertoire des métiers. Les galeries ne sont pas présentes au salon.

### Les techniques
Les artisans d'art ne sont pas représentés. Toutes les techniques actuelles d'art plastique peuvent être observées : huile, acrylique, aquarelle, pastel, dessin, techniques mixtes, collages, etc. Pour les peintres et plasticiens, tous les matériaux (bronze, marbre, pierre, bois, métal, terre…) pour les sculpteurs, l’argentique et numérique pour les photographes d’art, la mosaïque. L'éventail des tendances et mouvements est large : œuvres figuratives, abstraites, art brut ou singulier.
On peut noter la présence de designers, éditeurs d’art, encadreurs et fournisseurs en beaux-arts, ainsi que des professionnels du monde artistique.

### La sélection
Tout candidat au Siac doit présenter un dossier. Celui-ci comprend un Curriculum vitae montrant une certaine expérience dans le domaine de son art (expositions, galeries), et présentation de sa démarche artistique. Les pièces à ajouter au dossier consistent en des photos, livrets, reproductions des œuvres récentes à présenter au salon.[réf. nécessaire]

### Les visiteurs
Le Siac comptait 8 000 visiteurs en 2001, deuxième année de son ouverture, en espérait 10 000 l'année suivante, pour atteindre une moyenne de 12 000 chacune des nouvelles années. En 2018, le Siac obtient la certification de contrôle de ses données chiffrées en ce qui concerne la fréquentation et le nombre d’exposants par le label EXPOCERT. En 2019, celui-ci a comptabilisé 189 exposants et 16 400 visiteurs.En 2020, le nombre des visiteurs est non comptabilisé à la suite de la fermeture prématurée du salon, due à la Pandémie de maladie à coronavirus de 2020 en France.

### Les pays représentés
Chaque année, de 2010 à 2024, des œuvres venues d'Allemagne, de Belgique, d'Espagne, de France, de Grande-Bretagne, de Guinée, des Pays-Bas et de Suisse ont été présentées au public. À partir de 2015, des artistes de Bulgarie, du Canada, du Danemark et du Zimbabwe se sont joints à la manifestation culturelle, et en 2019  ce sont l'Arménie, l'Australie, le Costa Rica, le Danemark, le Kazakhstan, le Maroc, le Nigeria, la Suède et la Tunisie. Les États-Unis, l'Irlande, , l'Italie et le Japon y sont aussi parfois représentés[réf. nécessaire].

## Les récompenses

### Historique
Un « Prix du public » a sollicité les visiteurs dès la première édition. Leur choix se matérialise par un bulletin de vote portant le nom de leurs deux artistes favoris.

### Deux prix
Dans un souci d'équité, le « Prix du public » s’est scindé en deux afin de distinguer les artistes peintres, photographes, soit, au sens large, les créateurs de pièces murales, et les sculpteurs/designers.
Les lauréats se voient gratifiés d'espaces d'exposition offerts l'année suivante.

### Fonctionnement
Les lauréats élus trois années de suite sont ipso facto exclus du concours l'année suivante.

### Les lauréats des cinq dernières années
- 2021
  - Pas de salon en raison de la pandémie de maladie à coronavirus de 2021 en France
- 2022 
  - Créateur de pièces murales : Yann Letestu
  - Sculpteur : A.A Ryba
- 2023
  - Création de pièce murale : Dupuis Stéphane
  - Sculpture : ROSER OTER CERÁMICA (artiste espagnole)
- 2024
  - Création de pièce murale : Stéphanie Capelasse
  - Sculpture : Mo bleue
- 2025
  - Création de pièce murale : Julie Gazounaud
  - Sculpture : Phil